# Reverend Backflash
Reverend Backflash ist eine im Jahr 2003 gegründete österreichische Rockband. Die aus Wien kommende Band spielt eine Mischung aus Hardrock und Punkrock. Die Band absolvierte bereits mehrere Touren durch Europa.

## Bandgeschichte
Die Band wurde 2003 im Norden von Wien von drei Freunden gegründet, die alle das Interesse am Rock ’n’ Roll im Stile der skandinavischen Welle der 1990er beziehungsweise dem Hard-Rock der 1980er teilten. Im Laufe der Jahre kam es zu mehreren Line-up-Wechseln, wobei Sänger Jack Nasty und Gitarrist Stevo Cannonball weiterhin als Gründungsmitglieder aktiv sind. zwischenzeitlich ist die Band auf vier Personen angewachsen. Die Band nahm zwei Eigenproduktionen auf, die nie im großen Stil veröffentlicht wurden.
2010 erschien das erste Album Who’s the Man?! über das italienische Label Tornado Ride Records, die erste Veröffentlichung mit einem professionellen Vertrieb.
Zum 10-jährigen Jubiläum folgte 2013 das zweite Album Every Night über Burnside Records.
Am 29. September 2018 erschien ihr drittes Album Little To Late über Pogo’s Empire, das Label des Turbobier-Sängers Marco Pogo. Die Releaseshow fand in der Arena in Wien statt. Bei dem Gig spielten außerdem Atomic Playboyz und Johnny Firebird. Es folgte eine Europatour sowie ein Auftritt bei der Releaseshow von Turbobiers King of Simmering.

## Musikstil
Musikalisch mischt die Band Ramones-lastigen Punkrock mit Rock ’n’ Roll der 1960er und 1970er Jahre ähnlich dem Sound der skandinavischen Rockwelle der späten 1990er. Des Weiteren sind dezente Country-Musik und Power-Pop-Einflüsse zu hören. Neben den Ramones zählen sie Kiss, AC/DC und Cheap Trick zu ihren Einflüssen. Verglichen wird die Band außerdem mit Backyard Babies, The Hellacopters und The Wildhearts.

## Diskografie

### Alben
- 2010: Who's the Man?! (Tornado Ride Records)
- 2013: Every Night (Burnside Records)
- 2018: Little To Late (Pogo’s Empire)

### Singles und EPs
- 2004: Put on the Dancing Shoes... (als The Nasties, Eigenproduktion)
- 2007: Crack Attack (Eigenproduktion)
- 2011: Down With the Heat (Split-7" mit Gonzalez, Rancore Records und Lapaguis Records)
- 2012: Been There Done That & Sorry (Split-7" mit The Hitman Hearts, Eigenproduktion)
- 2016: Holy Shit (7", Burnside Records)